# Сидхарта Гаутама Буда
 Тази статия е за основоположника на будизма.  За други значения вижте Буда.  
Сидхарта Гаутама Буда (на санскрит: सिद्धार्थ गौतम; пали: Сидхатха Готама) е индийски духовен учител, поставил началото на будизма. Думата Буда е титла на първото духовно пробудило се същество в една ера. В повечето будистки традиции почитат Сидхарта Гаутама като Върховен Буда (Пали: Саммасамбуда, Санскрит: Самиаксамбуда) на нашата епоха, думата „Буда“ означава „пробуденият“, „просветленият.“) на настоящата епоха. Сидхарта Гаутама също се споменава и като Гаутама Буда или като Шакямуни („Мъдрецът от рода на Шакиите“). Буда открил Средния път, като отрекъл крайния аскетизъм, който съществувал в Шрамана вярванията по това време.
Епохата, в която е живял Сидхарта Гаутама, не е установена точно. Повечето историци в началото на XX век приемат, че той живее приблизително между 563 и 483 г. пр.н.е., но по-нови изследвания поставят датата на смъртта му между 486 и 483 г. пр.н.е. и дори между 411 и 400 г. пр.н.е. Според традицията, Гаутама е роден в малката държава Капилавасту в днешен Непал и през по-голямата част от живота си разпространява своето учение в източните области на Индия, като Магадха и Кошала.
Сидхарта Гаутама е основна фигура в будизма, като будистите вярват, че преданията за неговия живот, учение и правила на поведение са обобщени и запаметени от неговите последователи след смъртта му. Различни сборници, приписвани на Гаутама, са предавани устно от поколение на поколение, като са записани за първи път едва 4 века след смъртта му.
Сидхарта Гаутама е приеман за бог или пророк и от други религиозни течения, сред които индуизма, ислямския клон ахмадие и бахайството.

## Биография

### Основни биографични източници
Първичните източници за живота на Сидхарта Гаутама представляват набор от разнородни и понякога противоречащи си традиционни биографии. Сред тях са „Будакарита“, „Лалитавистара Сутра“, „Махавасту“ и „Ниданаката“. Най-ранната пълна биография „Будакарита“ е епична поема, написана от Ашвагхоша и датирана към началото на 1 век. Следваща по възраст е „Лалитавистара Сутра“, писана през 3 век от последователи на будисткото течение Махаяна или Сарвастивада. „Махавасту“ е съставена постепенно от представители на направлението Локотаравада, вероятно в хода на 4 век, а „Ниданаката“ – от Будхагхоша, последовател на Теравада в Шри Ланка през 5 век.
Сред останалите канонични източници са приказките Джатака „Махападана Сута“ и „Акхарияабхута Сута“ включват подбрани разкази, които вероятно имат по-древен произход, но не обхващат целия живот на Гаутама. Приказките Джатака разказват за неговите предишни прераждания като бодхисатва, като първият сборник от джатаки е определян като един от най-ранните будистки текстове. Махападана Сута и Ачариябхута Сута разказват за чудните случки, обкръжаващи раждането на Гаутама, като например слизането на бодхисатвата от Тушита рая в утробата на майка му.

### Естество на традиционните изображения
Обичайно биографиите на Гаутама в по-голямата си част включват безбройни чудеса, знамения и свръхестествени събития. В тези традиционни биографии личността на Буда е често на напълно трансцендентно (скт. локатара) и съвършено същество, което е необременено от земния свят. В Махавасту се разказва, че в течение на много животи Гаутама развива свръхестествени способности, включващи: безболезнено раждане породено без полово сношение; липса на нужда от сън, храна, лекарства или къпане, въпреки че като такива са включени „в съответствие със света“; всезнание и способност за „потискане на кармата“.

### Зачеване и раждане
Бащата на Буда бил цар Шудходана – водач на клана Шакя, чиято столица била Капилавасту, която по-късно била присъединена към нарастващото царство Косала по време на живота на Буда. Гаутама е фамилно име. Неговата майка царица Маха Мая (Маядеви) и съпруга на цар Шудходана била колиянска принцеса. Легендата разказва, че в нощта, когато Сидхарта е заченат, царица Мая сънувала, че бял слон с шест бели бивни влиза в дясната ѝ страна и десет месеца по-късно Сидхарта се родил. Както е Шакя обичая, когато майка му царица Мая забременява, тя напуснала Капилавасту, за да роди в царството на баща си. Въпреки това нейният син е бил роден по пътя в Лумбини в градина под едно салово дърво.
Денят на раждането на Буда е широко честван в страните, изповядващи направлението Теравада, като празника Весак. Различни източници твърдят, че майката на Буда умира при раждането му, няколко или седем дни по-късно. На новороденото дете е дадено името Сидхарта (пали: Сидхата), което означава „този, който постига целта си“. По време на честванията на раждането, отшелникът ясновидец Ашита тръгнал от планинското си жилище и обявил, че детето или ще стане велик цар (чакраваратин) или велик свят човек. Според традиционния разказ, това става след като Сидхарта поставил краката си в косите на Ашита, който разгледал рождените белези на детето. Шудходана провел кръщавка на бебето на петия ден от раждането му и поканил осем учени брамини да прочетат неговото бъдеще. Всички дали двойни предсказания, че бебето или ще стане велик цар или голям свят човек. Каундиня (пали: Кондана), най-младият и по-късно първият архат става известен с това, че е единственият, който недвусмислено предрича, че Сидхарта ще стане Буда.
Докато според по-късната традиция и легенда обрисуват Шудходана като наследствен владетел, наследник на Слънчевата династия на Икшваку (пали: Окака), много учени смятат, че Шудходана бил избран като вожд на племенен съюз.
Ранните текстове показват, че Гаутама не е запознат с преобладаващите религиозни учения на своето време, преди той да се остави на религиозния си стремежа, което се казва, че е бил мотивиран от екзистенциална загриженост за състоянието на човека. По това време много малки градове държави, т.нар. джанапади, са съществували в древна Индия. Републики и вождества, с разсеяна политическата власт и ограничена социална стратификация са били рядко срещани сред тях и били причислявани като гана-сангхи. Общността на Буда изглежда не е имала кастова система. Тя не била монархия и изглежда е била структурирана или като олигархия, или като форма на република. По-егалитарната гана-сангха форма на управление като политическа алтернатива на силно йерархичните царства, може да се е повлияла от развитието на шрамана-типа джайниски и будистките сангхи, където монархиите клонели към ведическия брахманизъм.

### Ранни години и брак
Сидхарта се ражда в царско индуско семейство от рода Кшатрия. Той бил отгледан от малката сестра на майка си Маха Паджапати. По традиция се казва, че неговата съдба по рождение била да бъде цял живот принц, и имал три двореца (за сезонно обитаване), построени за него. Неговият баща бил цар Шудходана, който искал сина му да бъде велик цар на племето Шакя, затова го нарекъл Шакямуни. Той пазел сина си от среща с човешкото страдание и смърт.
Когато Сидхарта става на около 16 години, баща му урежда неговия брак с братовчедка на същата възраст, наречена Яшодхара. Според преданието тя ражда син, наречен Рахула.
Макар бащата да уверява Сидхарта, че ще му даде всичко, от което се нуждае, будистките ръкописи разказват, че с течение на времето Шакямуни почувствал, че материалното богатство не е неговата крайна цел.

### Отказ от царска власт и аскетичен живот
На 29 години Сидхарта напуска своя дворец, за да се срещне със своите поданици. Въпреки усилията на баща му да го скрие от болестите, старостта и страданието, Сидхарта успява да види старец, болен човек и мъртвец. Според преданието неговият колесничар Чанна му обяснил, че хората остаряват, страдат от болести и умират. За щастие Сидхарта не престава да излиза навън и най-сетне вижда свят човек и решава също да стане мъдрец. Когато се върнал в двореца, младият принц преживял ужасно видение, познато като „гробищното видение“. Всички танцьорки и музиканти били заспали в грозни пози, и на принца му се привидели техните стари и мъртви тела. Шакямуни усетил присъствието на смъртта и решил да напусне двореца завинаги, за да открие лек за човешкото страдание. Според мита „копитата на коня били заглушени от боговете“, за да попречат на пазачите да узнаят за отпътуването на Сидхарта.
Отначало Гаутама заминал за Раджагаха и започнал аскетичен живот чрез просене на милостиня на улицата. Хората на цар Бимбисара разпознали Сидхарта и царят предложил на Сидхарта своя трон. Сидхарта отхвърлил предложението, но обещал да посети царство Магадха първо, след като постигне просветление.
Той напуснал Раджагаха и практикувал аскетизъм с двама отшелници. След като усвоил напълно учението на Алара Калама (скр. Арада Калама), Гаутама се почувствал неудовлетворен от практиката и става ученик на Удака Рамапута (скр. Удрака Рамапутра). С него Сидхарта достига висши нива на медитативно съзнание, но отново не бил удовлетворен.
Заедно с петима спътници, водени от Каундиня, Сидхарта решава да доведе аскетизма си още по-далеч. Той се опитал да намери просветление чрез лишаване от храна. След като почти не умира от гладна смърт, ограничавайки приема на храната си до едно листо или ядка на ден, Сидхарта почти не умира под едно дърво.
Там дочува разговора между млад ученик и неговия учител по цитра: „Струните не бива да бъдат нито прекалено отпуснати, нито прекалено опънати – съветвал учителят, – иначе цитрата няма да издаде звука, за който е предназначена.“ Тиха усмивка озарила лицето на отшелника, защото той прозрял принципа на Средния път, а именно – тялото като инструмент на духа не бива нито да бъде във властта на страсти и желания, нито подлагано на прекалена суровост.
Сидхарта достига съзерцание, което било блажено и освежаващо, наречено дхяна – медитация.

### Просветление
Според ранните будистки текстове, след като осъзнава, че медитативното състояние дхяна е правилният път към пробуждане, а крайният аскетизъм не върши работа, Гаутама открил това, което будистите наричат Средния Път – път на въздържаност далеч от крайностите и самоунищожението.
Гаутама сяда под вид индийско смокиново дърво, познато като Дървото Бодхи, в Бодх Гая, Индия, като дава обет никога да не стане, докато не намери истината, водеща до просветление. Каундиня и останалите четирима спътници напуснали Сидхарта, вярвайки че той е изоставил своето търсене и е станал недисциплиниран. След известните 49 дни медитация, на 35 години е казано, че Гаутама Сидхарта постига просветление. Според някои писания това се случва приблизително на петия лунен месец, докато според други това става на дванадесетия лунен месец. От този момент Гаутама е бил известен на последователите си като Буда или „Пробуденият“ („Буда“ също така понякога се превежда и като „Просветленият“). Той често е посочван в будизма като Буда Шакямуни или „Пробуденият от клана Шакя.“
Според будизма по време на неговото пробуждане Буда осъзнал пълното вникване в причината за страданието и необходимите стъпки за отстраняването му. Тези открития стават известни като „Четирите благородни истини“, които са сърцето на будисткото учение. Чрез овладяване на тези истини, състоянието на върховно освобождение или нирвана се смятат за възможни за всяко живо същество. Буда описва нирвана като съвършен мир на ума, който е свободен от невежество, алчност, омраза и други мъчителни състояния или „замърсяванията“ (клеси). Нирвана също се счита за „края на света“, в който не остават никаква лична идентичност или граници на ума. В такова състояние съществото притежава Десетте характеристики, принадлежащи на всеки Буда.
В съзнанието си Буда (Просветленият) бил преминал отвъд познатия ни триизмерен свят на сетивата. Блаженият бил извървял своя път до четвъртото измерение на съзнанието, където Вселената на отделните неща се била трансформирала в Абсолютната вселена на целостта. Там всяко нещо изгубвало обичайния си вид и приемало форма на течна радост. Никакви мисли не достигали до там, затова Буда я нарекъл шуня, Великата пустота.
Според един разказ в Аякана Сута (Самюта Никая VI.1), стих намиращ се в Пали канона и други канони – непосредствено след пробуждането си Буда обмислил, дали да преподава Дхарма на другите. Той бил загрижен за това, че хората били толкова завладени от невежество, алчност и омраза, че никога не биха могли да разпознаят пътя, толкова дълбок и труден за разбиране. Въпреки това според легендата Брахма Шамапати го убеждава, твърдейки, че поне някои ще го разберат. Буда Шакямуни отстъпил и се съгласил да преподава. Край него се събрали много хора, които жадно очаквали да им говори.
Буда повдигнал един лотос и се вгледал в него. Никой не разбрал, че това била проповедта на цветния венец. Само Махакашяпа (или още Махакасяпа) се усмихнал, защото той също видял с вътрешния си взор как целият свят бил потънал в сиянието на живата радост, а „всички същества били елемент от цветния венец на света така, както венчелистчетата на лотоса, в който се вгледал Буда, били част от цветето“. Блаженият Буда му кимнал. За останалите присъстващи Буда продължил проповедта си с наставление за живота. Световният Учител не предавал доктрини и идеи, а разказвал притчи. Недоизказаността в притчите му имала способност да отпраща съзнанието отвъд ръба на познатото. Така хората, хванати все още в мрежите на идеите, усещали интуитивно онова, което не можело да бъде въплътено в думи.

### Създаване на санга
След пробуждането си Буда среща двама търговци на име Тапуса и Бхалика, които стават неговите първи светски ученици. Както изглежда на всеки от тях са дадени кичури от косата на Буда, които сега се твърди, че се съхраняват като мощи в храма Шве Дагон в Рангун, Бирма. Буда планирал да посети Ашита и някогашните си учители, Алара Камара и Удака Рамапутра, за да обясни своите открития, но те вече били починали.
Тогава той посетил Еленовия парк близо до Варанаси (Бенарес) в северна Индия, където той пуснал в движение това, което будистите наричат Колелото на Дарма при провеждането на първата си проповед на петимата си спътници, с които той търси просветление. Заедно с него те образували първата санга или групата от будистки монаси.
Всичките пет най-първи ученици на Буда станали архати и в рамките на два месеца с приемането на будизма от Яса и петдесет и четири от неговите приятели, броят на тези архати се разказва, че нараства до 60. Последвало и приемането на будизма от трите братя на име Касапа и от техните съответно 200, 300 до 500 известни ученици. Така санга набъбнала до над 1000 души.

### Пътешествия и учение
През останалите 45 години от живота си Буда пътувал из Индо-Гангската равнина, което сега е Утар Прадеш, Бихар и Южен Непал, преподавайки на широк спектър от хора: от благородници до далити улични чистачи, убийци като Ангулимала и канибали като Алавака. От самото начало будизмът е еднакво отворен за всички раси и класи и няма кастова структура, което е правило в хиндуизма. Въпреки че езикът на Буда остава неизвестен, е много вероятно той да е преподавал на един и повече различни езика, тясно свързани със средните индо-арийски диалекти, от които пали може да бъде стандартизиран.
Сангха пътувала из целия индийски субконтинент, излагайки учението на Дхарма. Това продължило цяла година освен през четирите месеца на дъждовния сезон васана, когато аскети от всички религии рядко пътували. Една от причините за това била, че било по-трудно да се пътува без да се причини вреда на животинския свят. По това време на годината сангха общността се оттегля в манастири, обществени паркове или гори, където хората идват при нея.
Първата васана дъждовен сезон бил във Варанаси, когато се създава сангха. След това Буда спазил обещанието си да пътува до Раджагаха, столицата на Магадха, за да посети крал Бимбисара. По време на това посещение Шарипутра и Маудгаляяна приемат будистката вяра от един от първите пет ученика на Буда на име Асаджи, а след това се превръщат в двамата най-изтъкнати последователи на Буда. Буда прекарва следващите три сезона в Банановата горичка на манастира Велувана в Раджагаха столицата на Магадха.
След като научава за пробуждането на сина си, цар Шудходана изпраща периодично по десет делегации, молейки го да се върне в Капилавасту. От първите девет пъти делегатите не предават посланието и вместо това се пресъедняват към сангха общността и стават архати. Едва десетата делегация, водена от Калудайи, който е приятелят на Буда от детските му години (също станал архат), успява да предаде съобщението.
Сега две години след пробуждането си, Буда се съгласил да се върне и прави двумесечно пътуване пеш до Капилавасту, като отива да преподава учението за Дхарма. При завръщането си, царският дворец подготвя обяд, но общността на сангха си прави кръг за милостиня в Капилавасту. Като чул това, Шудходана приближил сина си Буда, казвайки:

„Нашето потекло е на войни Махамасата и нито един войн не е отишъл да търси милостиня“

Буда отговорил:

„Това не е обичаят на царското ти потекло. Но това е обичаят на моето Буда потекло. Няколко хиляди Буди са преминали така, търсейки милостиня“

Будистки текстове казват, че Шудходана поканва сангхата в двореца за да им предложи храна, последвано от разговор за дхарма. След това Шудходана става сотопана. По време на посещението, много от членовете на кралското семейство се присъединяват към сангха.
Братовчедите на Буда Ананда и Анурудха се превръщат в двама от петте му главни ученици. На седемгодишна възраст, неговият син Рахула също се присъединява към общността и се превръща в един от десетте му главни ученици. Неговият полубрат Нанда също се присъединява и става архат.
Шарипутра, Маудгаляяна, Махакашяпа, Ананда и Анурудха се смята, че са били петте най-близки ученици на Буда. Неговите десет най-изтъкнатите ученици са предполагаемо допълнени от квинтета на Упали, Субхути, Рахула, Махакачана и Пуна.
В петия васана Буда бил отседнал в Махавана, близо до Весали, когато чува новината за предстояща смърт на баща му. Буда се казва, че е отишъл при Шудходана и преподавал Дхарма, след което баща му става архат.
Смъртта на царя и кремацията е да провокира създаването на орден от монахини. Будистки текстове отбелязват, че Буда не бил склонен да ръкополага жени. За пример приемната му майка Маха Паджапати се приближила до него, искайки да се присъедини към сангха, но той ѝ отказва. Обаче Маха Паджапати е толкова погълната от пътя на пробуждането, че тя води група от царски сакиянски и колиянски дами, който проследяват сангхата на дългия ѝ път до Раджагаха. С течение на времето, след като Ананда подкрепя каузата им, Буда преразглежда решението си и пет години след формирането на сангха, се съгласява за ръкополагането на жени като монахини. Той се аргументира с това, че мъже и жени имат еднаква способност за духовно събуждане. Но Буда дава на жените да следват допълнителни правила (Виная).

### Опити за убийство
Според колоритни легенди, даже по времето на живота на Буда сангха не е извън раздор и несъгласие. Например Девадата – братовчед на Гаутама, който станал монах, но не и архат – повече от веднъж се опитал да го убие.
Както се твърди първоначално, Девадата често се опитвал да разклати доверието в Буда. Според историята в един от случаите Девадата дори помолил Буда да стои настрана и да го остави да ръководи сангха общността. Когато това се провалило, той е обвинен в това, че три пъти се е опитал да убие учителя си. Първият опит е при участването му в наемането на група стрелци, които да стрелят по пробудения. Вместо това при срещата им с Буда те поставили на земята своите лъкове и станали негови ученици. При втория опит Девадата участвал в търкалянето на камък надолу по хълм. Този камък обаче ударил друг камък и се раздробил като само докоснал леко крака на Буда. При третия опит Девадата напил слон и го пуснал на свобода, но тази хитрост също не успяла.
След липсата на успех за убийство, Девадата се опитал да създаде разкол в сангхата чрез предлагане на допълнителни ограничения върху Виная. Когато Буда отново надделял, Девадата създал отцепническа група. Първоначално той успява да промени някои от бхикшу, но Ширапутра и Мадгаляяна излагат учението на Дхарма толкова ефективно, че отцепилите се бхикшу били спечелени обратно.

### Махапаринирвана
Според Махапаринибана Сута на Пали канона на 80-годишна възраст Буда обявява, че скоро ще достигне Паринирвана, или крайното състояние на безсмъртие, и че ще изостави земното си тяло. След това Буда изяжда последната си храна, която той е получил като дар от ковач на име Кунда. Паднал тежко болен, Буда инструктира помощника си Ананда да убеди Кунда, че храната, изядена в негово място, няма нищо общо със смъртта на Буда и че неговото хранене ще бъде източник на голяма заслуга, тъй като е последното ядене за Буда. Метанандо и вон Хунибер твърдят, че Буда е починал от мезентериален инфаркт, симптом на старостта, а не от хранително отравяне. Точното съдържание на последното хранене на Буда не е ясно, въпреки различните писмени писания и двусмисленост над превода на някои от съществените термини; Тхеравада традиция по принцип смята, че на Буда е било предложено някакъв вид свинско месо, а традицията на Махаяна смята, че Буда е консумирал някакъв вид трюфел или други гъби. Тези твърдения могат да отразят различните традиционни възгледи относно будисткото вегетарианство и предписанията за монаси и монахини.
Ананда протестира относно решението на Буда да влезе в Паринирвана в изоставените джунглите на Кушинара (днешен Кушинагар, Индия) на царството Малла. Буда обаче напомня на Ананда как Кушинара някога е била земя, управлявана от царя на въртящото се праведно колело, което отеквала с радост:

44. Кушавати, Ананда, отеквало непрестанно ден и нощ с десет звуци – приветствие на слонове, цвилене на коне, тропот от колесници, биене на барабани и барабанчета, музика и песни, наздравици, ръкопляскания с ръце и виковете „Яжте, пийте и се веселете!“

Буда после пита всички съпътстващи бхикшу да изяснят всякакви съмнения или въпроси, които имали. Те нямали нито едно. Според будистките писания той накрая влиза в Паринирвана. Последните думи на Буда се съобщава, че са били: „Всички съставни неща отминават. Стремете се към собственото си освобождение с усърдие“. Тялото му е кремирано и мощите са били поставени в паметници или ступи, някои от които се вярва, че са оцелели и до днес. Например Храмът на зъба или „Далада Малигава“ в Шри Ланка е мястото, където някои вярват, че се пази реликва от десния зъб на Буда.
Според исторически хроники на канона Пали на Шри Ланка, Дипавамса и Махавамса, коронацията на Ашока е 218 години след смъртта на Буда. Според две текстови записки на китайски (十八 部 论 и 部 执 异 论), коронацията на Ашока е 116 години след смъртта на Буда. Затова моментът на преминаване на Буда е или 486 г. пр.н.е. според на Тхеравада записки или 383 г. пр.н.е. в съответствие със записки на Махаяна. Въпреки това традиционно действителната дата се приема като датата на смъртта на Буда в Тхеравада страните – 544 или 543 г. пр.н.е., защото царуването на Ашока традиционно се изчислява на около 60 години по-рано, отколкото сегашните предположения.
Махакасяпа е избран от сангха да бъде председател на Първия будистки съвет, с главните двама ученици Маудгаляяна и Шарипутра, които умират преди Буда.

## Учение
Някои учени са убедени, че Пали канона и ранните будистки текстове Агама съдържат в някои части истинските думи на Буда. Част от учените са напълно убедени, че Пали канонът и Агама предшестват Махаяна сутрите. Свещените будистки писания предхождат Махаяна произведенията хронологично и се приемат от много западни учени като основния достоверен източник за информация относно истинското историческо учение на Гаутама Буда. Въпреки това някои учени не мислят, че текстовете докладват за историческите събития.
Някои от основите на будизма, отнасящи се за Гаутама Буда, са:
- Четирите Благородни Истини: страданието е неделима част от съществуването, корена на страданието е чувствеността, придобиване на идентичност и унищожение, че страданието може да бъде прекратено и че следвайки Благородния Осмократен Път е средство за прекратяване на страданието.
- Благородният Осмократен Път: правилна гледна точка, правилен стремеж, правилно говорене, правилно действие, правилен начин на живот, правилно усилие, правилна осъзнатост и правилна медитация.
- Зависим произход: ума създава страданието като естествен продукт на сложен процес.
- Отхвърляне на непогрешимостта на общоприетите писания: „Ученията не трябва да се приемат освен, ако те не преминат през нашия житейски опит и се оценят от мъдрите хора“. Виж Калама сутра за подробности.
- Анича (скр: анитя): всички неща, които идват да бъдат имат край.
- Дукха (санскрит: духкха): нищо, което идва да бъде е в крайна сметка удовлетворяващо.
- Аната (санскрит: анатман): Нищо в тази сфера на преживяване може наистина да се нарече „Аз“ или „мое“.
- Нибана (санскрит: нирвана): Възможно е съзнателните същества да реализират измерението на осъзнаването, което е напълно свободно и мирно и да прекратят цялото страдание въпреки взаимодействието на ума с условния свят.

Според преданието, Буда изтъквал етиката и правилното разбиране. Той поставял под въпрос ежедневните представи за божественост и спасение. Гаутама Буда заявя, че не е посредник между човека и божественото; далечни богове са подчинени на кармата в изпадналите небеса; и че Буда е само водач и учител на същества, които сами трябва да стъпят на пътя на Нирвана (Пали: Нибана), за да се постигне на духовно пробуждане, наречена бодхи и да разберат реалността. Будистката система на прозрение и практикуване на медитация не се твърди, че е божествено разкрита, но произлиза от разбирането на истинската природа на ума, който трябва да бъде открита от стъпилите на пътя, водени от учението на Буда.

## Други религии
В индуизма Гаутама е считан за единия от десетте аватари на Бог Вишну. Някои индийски текстове казват, че Буда Шакямуни е аватар на бог Вишну.
Буда също така е и смятан за пророк от ахмадийците и проявление на божество в бахайските вярвания. Някои ранни китайски таоистко-будистки текстове учат, че Буда е реинкарнация на Лао Дзъ.
Житието на християнския светия Йоасаф е базирано върху живота на Буда. Името на християнския светец Йоасаф произлиза от санскритското бодхисатва посредством арабското будхасаф и грузинското йоадасаф. Единствената история, в която Св. Йоасаф се появява – Барлаам и Йоасафат е написана въз основа житието на Буда Шакямуни. Житието на Йоасафат е включено в най-ранните издания на Римската Мартирология (църковния празник на 27 ноември) – макар и не в римски католически требник – и в литургичния календар на източноправославната църква (26 август).